# Équipe du Gabon des moins de 17 ans de football
Maillots
L'équipe du Gabon des moins de 17 ans est une sélection de joueurs de moins de 17 ans au début des deux années de compétition placée sous la responsabilité de la Fédération du Gabon de football. 
L'équipe participe une fois à la Coupe d'Afrique des nations des moins de 17 ans mais en revanche n'a jamais participé à la Coupe du monde des moins de 17 ans.

## Parcours en Coupe d'Afrique des nations des moins de 17 ans
- 1995 : Non inscrit
- 1997 : Non qualifié
- 1999 : Non qualifié
- 2001 : Non qualifié
- 2003 : Non qualifié
- 2005 : Non inscrit
- 2007 : 1er tour
- 2009 : Non qualifié
- 2011 : Non qualifié
- 2013 : 1er tour
- 2015 : Non qualifié
- 2017 : 1er tour
- 2019 : Non qualifié
- 2023 : Non qualifié

## Parcours en Coupe du monde des moins de 17 ans
- 1985 : Non qualifié
- 1987 : Non qualifié
- 1989 : Non qualifié
- 1991 : Non qualifié
- 1993 : Non qualifié
- 1995 : Non qualifié
- 1997 : Non qualifié
- 1999 : Non qualifié
- 2001 : Non qualifié
- 2003 : Non qualifié
- 2005 : Non qualifié
- 2007 : Non qualifié
- 2009 : Non qualifié
- 2011 : Non qualifié
- 2013 : Non qualifié
- 2015 : Non qualifié
- 2017 : Non qualifié
- 2019 : Non qualifié
- 2023 : Non qualifié